# Municipio de Easttown
El municipio de Easttown (en inglés: Easttown Township) es un municipio ubicado en el condado de Chester en el estado estadounidense de Pensilvania. En el año 2000 tenía una población de 10 270 habitantes y una densidad poblacional de 482,2 personas por km².

## Geografía
El municipio de Easttown se encuentra ubicado en las coordenadas 40°02′08″N 75°26′22″O / 40.03556, -75.43944.

## Demografía
Según la Oficina del Censo en 2000 los ingresos medios por hogar en la localidad eran de $95 548 y los ingresos medios por familia eran de $109 103. Los hombres tenían unos ingresos medios de $80 341 frente a los $40 955 para las mujeres. La renta per cápita de la localidad era de $51 028. Alrededor del 2,7% de la población estaba por debajo del umbral de pobreza.